# Dichaetanthera
Dichaetanthera é um género botânico pertencente à família Melastomataceae.